# استویکا ریستیچ
استویکا ریستیچ (مقدونی: Стевица Ристиќ؛ زادهٔ ۲۳ مهٔ ۱۹۸۲) بازیکن فوتبال اهل جمهوری مقدونیه است.

## باشگاهی
از باشگاه‌هایی که در آن بازی کرده‌است می‌توان به چونبوک هیوندای موتورز، باشگاه فوتبال بنیادکار، پوهانگ استیلرز، سوون سامسونگ، چونام دراگونز اشاره کرد.

## تیم ملی
وی همچنین در تیم ملی فوتبال مقدونیه بازی کرده‌است.